# James Auckland
James Auckland (Norwich, 1º aprile 1980) è un ex tennista britannico.

## Carriera
In carriera ha raggiunto una finale nel doppio al Delray Beach International Tennis Championships nel 2007, in coppia con l'australiano Stephen Huss. Nei tornei del Grande Slam ha ottenuto il suo miglior risultato raggiungendo il terzo turno nel doppio a Wimbledon nel 2006.

## Statistiche

### Doppio

#### Finali perse (1)
| Numero | Anno            | Torneo                                                        | Superficie | Compagno     | Avversari in finale         | Punteggio        |
| 1.     | 4 febbraio 2007 | Delray Beach International Tennis Championships, Delray Beach | Cemento    | Stephen Huss | Hugo Armando Xavier Malisse | 3-6, 7-6, [5-10] |